# Orderic Vitalis
Orderic Vitalis (Ordericus) (n. 1075 – d. cca. 1142) a fost un cronicar englez care a scris una dintre cele mai mari și cuprinzătoare cronici contemporane ale Ducatului de Normandia și ale Angliei anglo-normande din secolele al XI-lea și al XII-lea. Biograful actual al regelui Henric I al Angliei, Charles Warren Hollister, îl numește pe Orderic ca "un ghid onest și demn de încredere pentru istoria vremurilor sale".

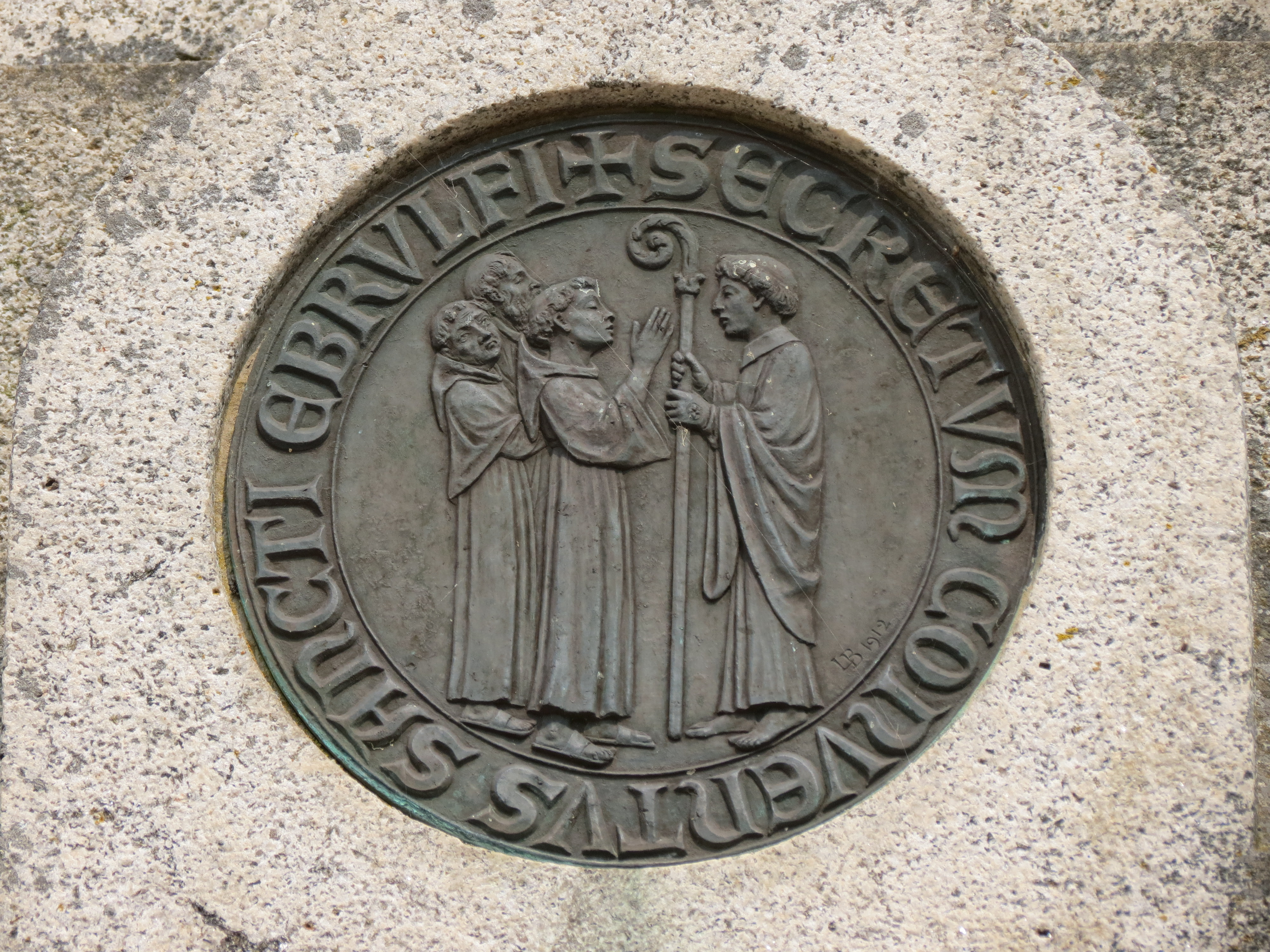

## Copilăria și tinerețea
Orderic s-a născut în Atcham, comitatul Shropshire, fiind fiul mai mare al unui preot francez, Odeler de Orleans, care intrase în serviciile contelui Roger de Montgomery de Shrewsbury și primise de la stăpânul său o capelă în acel lor. La vârsta de 5 ani, Orderic a fost trimis de părinții săi la un preot englez, pe numele său Siward, care deținea o școală în abația Sfinților Petru și Pavel din Shrewsbury. La vârsta de 11 ani, el a intrat ca novice în mănăstirea normandă de la St Evroul-en-Ouche, pe care contele Roger o expropriase, însă, la vremea respectivă, îi acordase o seamă de daruri. Părinții au plătit 30 de mărci pentru acceptarea lui Orderic. Tânărul nu cunoștea niciun cuvânt în limba franceză atunci când a ajuns în Normandia; cartea sa, deși scrisă mulți ani mai târziu, demonstrează că Orderic nu și-a pierdut niciodată modul de a gândi în engleză și nici atațamentul față de țara sa origine.

## Viața religioasă
Superiorii săi monastici l-au rebotezat pe Orderic cu numele de Vitalis, din cauză că li se părea dificilă pronunțarea numelui său de botez. În titlul marii sale cronici, el va adăuga epitetul de Angligena, "născut englez".
Viața sa la mănăstire a decurs fără evenimente deosebite. Orderic a devenir diacon în 1093 și preot în 1107. Cu câteva ocazii, el a părăsit mănăstirea și amintește că ar fi vizitat Croyland, Worcester, Cambrai (1105) și Cluny (1132). El și-a îndreptat atenția devreme către literatură și vreme de mulți ani apare ca petrecându-și verile în cadrul unui scriptorium.
Primele sale încercări literare l-au individualizat ca pe un continuator al operei lui Guillaume de Jumièges, Gesta normannorum ducum, o vastă istorie a normanzilor și a ducilor acestora de la întemeierea ducatului de Normandia, pe care Orderic o va duce până la începutul secolului al XII-lea.
Cândva între 1110 și 1115, superiorii săi i-au ordonat să scrie o istorie a mănăstirii St Evroul. Opera, intitulată Historia Ecclesiastica, s-a dezvoltat devenind o istorie generală a vremurilor sale. St Evroul era o casă de bunăstare și distincție. Cavalerii aflați în războaie o alegeau pentru a-și petrece ultimii ani de viață în liniște. Ea atrăgea în mod constant vizitatori din sudul Italiei și din Anglia. Astfel, Orderic, deși nu a fost martor direct al marilor evenimente, era bine informat asupra acestora. În pofida unui stil greoi și afectat, el este narator strălucit; trăsăturile atribuite personajelor sunt admirabile. Narațiunea sa este prost distribuită și plină de digresiuni surprinzătoare, însă Orderic aduce la lumină multe informații inexistente în cronicari considerați mai metodici. El aduce în discuție obiceiuri și idei ale vremii sale, iar uneori comentează cu mare subtilitate asupra unor aspecte mai puțin cunoscute și o metodologie istorică proprie. Narațiunea sa se întrerupe cu anul 1141, deși cronicarul adaugă unele trimiteri la anul următor. El precizează că la acel moment era bătrân și infirm; probabil nu a supraviețuit multă vreme după aceea.

## Historia Ecclesiastica
Historia Ecclesiastica, considerată ca cea mai mare istorie socială engleză din evul mediu, se împarte în trei secțiuni:
1. Cărțile I și II, care din punct de vedere istoric sunt lipsite de valoare, oferă istoria creștinismului de la nașterea lui Hristos. După anul 855, aceasta devine doar un catalog al papilor, încheiat cu numele lui Inocențiu I. Acestor cărți Orderic le-a adăugat în 1136–1141 niște idei ulterioare.
2. Cărțile III-VI constituie o istorie a mănăstirii St Evroul, nucleul original al operei. Proiectate înainte de 1122, ele au fost compuse în special în anii 1123–1131. Cărțile IV și V conțin lungi digresiuni referitoare la faptele ducelui Wilhelm Cuceritorul în Normandia și Anglia. Anterior anului 1067, acestea sunt de valoare redusă, fiind în principal derivate din două surse extinse: Gesta Normannorum Ducum a lui Guillaume de Jumièges și Gesta Guillemi a lui Guillaume de Poitiers. Pentru anii 1067–1071, Orderic urmează ultima parte din Gesta Guillemi. Pentru perioada de după 1071, el începe să devină o autoritate independentă.
3. În cărțile VII-XIII, chestiunile ecleziastice devin marginale. În această secțiune, după schițarea istoriei Franței sub Carolingieini și primii membrii ai dinastiei Capețienilor, Orderic ajunge cu nararea evenimentelor până în vremurile sale, începând de la anul 1082. El oferă numeroase informații referitoare la Imperiul romano-german, papalitate, normanzii din Sicilia și Apulia, prima cruciadă (pentru care apelează la cronicile lui Foucher de Chartres și Baudri de Bourgueil). Însă interesul său principal este acordat istoriei celor trei frați ducele Robert Curthose al Normandiei, William Rufus și Henric. El își continuă lucrarea, sub formă de anale, până la înfrângerea și capturarea regelui Ștefan la Lincoln în 1141.
Istoricul Marjorie Chibnall afirmă că Orderic ar fi folosit colecțiile de documente (astăzi pierdute) ale caselor monastice normande pentru realizarea scrierilor sale istorice.